# Qingliang
Qingliang (kinesiska: 清凉) är en köping i sydöstra Kina. Den ligger i Yongtai härad i provinshuvudstaden Fuzhou i provinsen Fujian, omkring 43 kilometer sydväst om centrala Fuzhou. Antalet invånare är 8 391. Befolkningen består av 4 151 kvinnor och 4 240 män. Barn under 15 år utgör 14,0 %, vuxna 15-64 år 72 %, och äldre över 65 år 12,0 %.